# تای تاکا
تای تاکا (به ژاپنی: 加藤 泰، Tai Kato)؛ ۲۴ اوت ۱۹۱۶ – ۱۷ ژوئن ۱۹۸۵) کارگردان و فیلم‌نامه‌نویس اهل ژاپن بود.